# 胎生铁角蕨
胎生铁角蕨（学名：Asplenium indicum var. indicum）为铁角蕨科铁角蕨属下的一个变种。

## 扩展阅读
- 維基物種上的相關：胎生铁角蕨